# Weinsberg

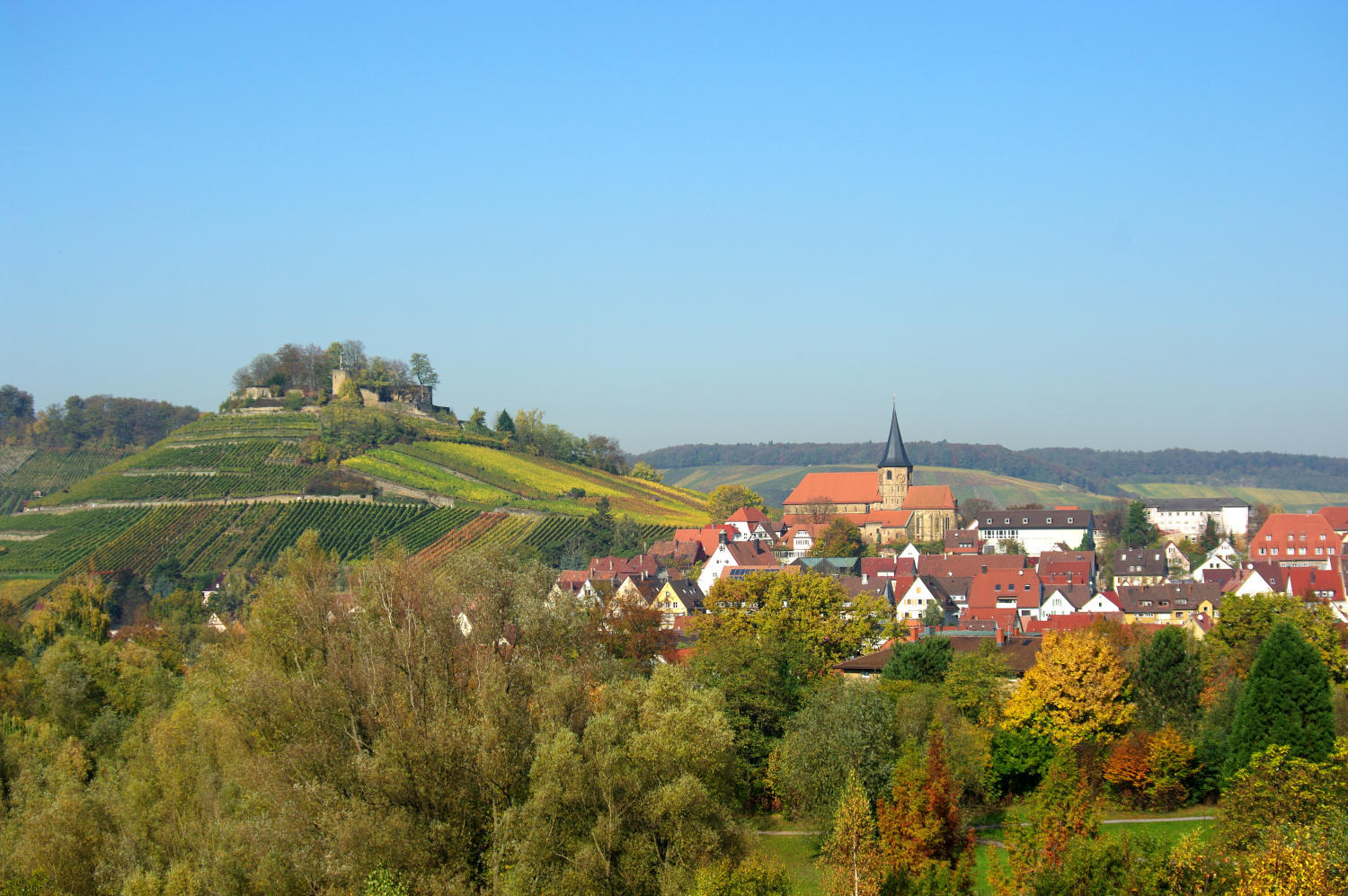
Weinsberg, med ruinen efter borgen Weibertreu.

Weinsberg är en stad i Landkreis Heilbronn i regionen Heilbronn-Franken i Regierungsbezirk Stuttgart i förbundslandet Baden-Württemberg i Tyskland,  och är en förort till Heilbronn. Folkmängden uppgår till cirka 13 000 invånare, på en yta av 22 kvadratkilometer.
Kommunen ingår i kommunalförbundet Raum Weinsberg tillsammans med staden kommunerna  Eberstadt och Ellhofen och Lehrensteinsfeld.